# جريسلي كولوني نمبر تو
جريسلي كولوني نمبر تو منطقة تقع إدارياً ضمن مقاطعة بوت (كاليفورنيا) في الولايات المتحدة.